# Hysteria (Def Leppard)
Hysteria je četvrti studijski album britanskog hard rock sastava Def Leppard. Album se prodao u više od 20 milijuna primjeraka diljem svijeta što ga čini najprodavanijim albumom sastava.

## Popis pjesama
Sve su pjesme napisali Steve Clark, Phil Collen, Joe Elliott, Mutt Lange i Rick Savage.

### Originalna ploča
| 1. | »Women«                 | 5:41 |
| 2. | »Rocket«                | 6:37 |
| 3. | »Animal«                | 4:02 |
| 4. | »Love Bites«            | 5:46 |
| 5. | »Pour Some Sugar on Me« | 4:25 |
| 6. | »Armageddon It«         | 5:21 |

| Druga strana | Druga strana          | Druga strana | Druga strana | Druga strana | Druga strana | Druga strana | Druga strana | Druga strana | Druga strana |
| Br.          | Skladba               | Trajanje     |              |              |              |              |              |              |              |
| ------------ | --------------------- | ------------ | ------------ | ------------ | ------------ | ------------ | ------------ | ------------ | ------------ |
| 7.           | »Gods of War«         | 6:37         |              |              |              |              |              |              |              |
| 8.           | »Don't Shoot Shotgun« | 4:26         |              |              |              |              |              |              |              |
| 9.           | »Run Riot«            | 4:39         |              |              |              |              |              |              |              |
| 10.          | »Hysteria«            | 5:54         |              |              |              |              |              |              |              |
| 11.          | »Excitable«           | 4:19         |              |              |              |              |              |              |              |
| 12.          | »Love and Affection«  | 4:37         |              |              |              |              |              |              |              |
| 62:32        |                       |              |              |              |              |              |              |              |              |

| 13. | »Tear It Down«         | 3:38 |
| 14. | »Ride into the Sun«    | 3:12 |
| 15. | »I Wanna Be Your Hero« | 4:29 |
| 16. | »Ring of Fire«         | 4:42 |

| 17. | »Elected«               | 4:19 |
| 18. | »Love and Affection«    | 4:50 |
| 19. | »Billy's Got a Gun«     | 5:21 |
| 20. | »Rock of Ages«          | 8:42 |
| 21. | »Women«                 | 6:29 |
| 22. | »Animal«                | 4:41 |
| 23. | »Pour Some Sugar on Me« | 5:38 |
| 24. | »Armageddon It«         | 7:41 |
| 25. | »Excitable«             | 6:27 |
| 26. | »Rocket«                | 8:43 |
| 27. | »Release Me«            | 3:33 |

## Osoblje
Def Leppard
- Joe Elliott – vokali
- Steve Clark – gitara, prateći vokali
- Phil Collen – gitara, prateći vokali
- Rick Savage – bas-gitara, prateći vokali
- Rick Allen – bubnjevi, prateći vokali

Ostalo osoblje
- Robert John "Mutt" Lange – producent
- Nigel Green – inženjer, pomoćni inženjer, miksanje
- Erwin Musper – inženjer
- Ronald Prent – inženjer
- Mike Shipley – miksanje
- Bob Ludwig – mastering
- Howie Weinberg – mastering
- Ross Halfin – fotografija
- Laurie Lewis – fotografija
- Philip Nicholas – programiranje

## Pozicije na ljestvicama
| Godina | Ljestvica                    | Pozicija |
| ------ | ---------------------------- | -------- |
| 1987.  | UK Top 40                    | 1.       |
| 1988.  | The Billboard 200            | 1.       |
| 1989.  | Australian ARIA Albums Chart | 1.       |